# Liebe und Sinnlichkeit
Liebe und Sinnlichkeit (Originaltitel: 恋愛及び色情 Ren'ai oyobi shikijō) ist ein Essay von Tanizaki Jun’ichirō. Er erschien erstmals 1931. Die deutschsprachige Übersetzung von Eduard Klopfenstein erschien 2011.

## Inhalt
Tanizaki beginnt mit der Gegenüberstellung der japanischen und der westlichen Literatur und merkt dabei an, dass Liebesgeschichten in Japan bis auf wenige Ausnahmen im Gegensatz zum Westen kein literarisches Thema sind. Dies hängt für ihn mit der im Konfuzianismus beheimateten chinesischen Literatur zusammen, die Wert auf erbauliche Themen legte und von den Japanern rezipiert worden ist. Einen weiteren Grund für eine Andersbewertung der Sexualität sieht er auch im Ethos der Samurai, das auf Enthaltsamkeit ausgelegt war.
Der Unterschied zwischen japanischen und westlichen Frauen besteht für ihn darin, dass die westlichen Frauen den Höhepunkt ihrer Attraktivität mit Anfang dreißig, die japanischen Frauen hingegen mit Mitte zwanzig erreichen. Gründe, wofür japanische Frauen nach ihrer Heirat schneller altern sind für Tanizaki die japanischen Klima- und Wohnverhältnisse, die beschwerlicher sind als in anderen Teilen der Welt.
Weiterhin erzählt Tanizaki von einer Nacht, die er im Beijing des frühen 20. Jahrhunderts erlebt hat und in der er absolute Dunkelheit wahrgenommen hat. Er vergleicht das Wesen der Frauen mit dieser Schwärze.
Abschließend bemerkt Tanizaki, dass einige der wenigen Vorzüge asiatischer Frauen gegenüber westlichen die Reinheit der Haut. und das iroke sind, das sich nur ansatzweise mit dem englischen it vergleichen lässt.

## Kritik
„In diesen kunstvollen Erzählungen gehe es Tanizaki gemäß der japanischen Tradition nicht um die strikte, abendländische Trennung zwischen Liebe und Sinnlichkeit, sondern vielmehr um die Verbindung von unbefangener Erotik und "Schicklichkeit" der sich ganz hingebenden Frau.“

## Ausgaben
- Tanizaki Jun’ichirō: Liebe und Sinnlichkeit Aus dem Japanischen von Eduard Klopfenstein. Manesse, Zürich, 2011, ISBN 978-3-7175-4080-9